# Dreitzsch
Dreitzsch è un comune di 408 abitanti della Turingia, in Germania.
Appartiene al circondario della Saale-Orla (targa SOK) ed è parte della comunità amministrativa (Verwaltungsgemeinschaft) di Triptis.